# Formigueret de Rio de Janeiro
El formigueret de Rio de Janeiro (Myrmotherula fluminensis) és una espècie d'ocell de la família dels tamnofílids (Thamnophilidae).

## Hàbitat i distribució
Habita la selva humida del sud-est del Brasil.